# プレッジ
『プレッジ』（The Pledge）は、2001年に製作されたアメリカ映画。

## あらすじ
ジェリーが刑事を定年退職する日に少女惨殺事件が発生した。ジェリーは被害者の母親に「魂にかけて」犯人を捕まえると固く誓う（Pledge）。その後、すぐに容疑者が捕まり、取調中に自殺したことで事件は決着したとされたが、他に真犯人がいると直感したジェリーは退職後も事件を追う。退職後の心の隙間を埋めるかのように執拗に真相を追い続けるジェリーであったが、徐々に妄想に捕われて行く。

## キャスト
| 役名                                                       | 俳優                         | 日本語吹替 |
| ---------------------------------------------------------- | ---------------------------- | ---------- |
| ジェリー・ブラック（主人公、元刑事）                       | ジャック・ニコルソン         | 坂口芳貞   |
| ロリ（ダイナーのウェイトレス）                             | ロビン・ライト               | 相沢恵子   |
| スタン・クロラック（ジェリーの相棒、刑事）                 | アーロン・エッカート         | 藤原啓治   |
| エリック・ポラック（ジェリーの上司）                       | サム・シェパード             | 仲野裕     |
| マーガレット・ラーセン（被害者の少女の母親）               | パトリシア・クラークソン     |            |
| トビー・ジェイ・ワデナ（容疑者として逮捕された知的障害者） | ベニチオ・デル・トロ         |            |
| ゲイリー・ジャクソン                                       | トム・ヌーナン               |            |
| ジム・オルスタッド                                         | ミッキー・ローク             |            |
| フロイド・ケイジ                                           | ハリー・ディーン・スタントン |            |
| アナリース・ハンセン                                       | ヴァネッサ・レッドグレイヴ   |            |
| 精神科医                                                   | ヘレン・ミレン               |            |

## スタッフ
- 監督：ショーン・ペン
- 製作：ショーン・ペン、エリー・サマハ、マイケル・フィッツジェラルド
- 原作：フリードリヒ・デュレンマット 『約束』
- 脚本：ジャージー・クロモロウスキ、マリー・オルソン・クロモロウスキ
- 撮影：クリス・メンゲス
- 音楽：ハンス・ジマー、クラウス・バデルト
- 美術：ビル・グルーム
- 編集：ジェイ・キャシディ
- 衣装（デザイン）：ジル・オハネソン